# Denver Rockets 1968-1969
La stagione 1968-69 dei Denver Rockets fu la 2ª nella ABA per la franchigia.
I Denver Rockets arrivarono terzi nella Western Division con un record di 44-34. Nei play-off persero la semifinale di division con gli Oakland Oaks (4-3).

## Roster
| N° | Naz.                   | Ruolo | Sportivo        | Anno | Alt. | Peso |
| -- | ---------------------- | ----- | --------------- | ---- | ---- | ---- |
| 10 | Stati Uniti (bandiera) | G     | Grant Simmons   | 1943 | 191  | 86   |
| 11 | Stati Uniti (bandiera) | G     | Bob Verga       | 1945 | 185  | 86   |
| 12 | Stati Uniti (bandiera) | A     | John Fairchild  | 1943 | 203  | 93   |
| 12 | Stati Uniti (bandiera) | GA    | Levern Tart     | 1942 | 188  | 88   |
| 14 | Stati Uniti (bandiera) | G     | Jeff Congdon    | 1943 | 185  | 82   |
| 22 | Stati Uniti (bandiera) | A     | Julian Hammond  | 1943 | 196  | 93   |
| 24 | Stati Uniti (bandiera) | AC    | Bill McGill     | 1939 | 206  | 102  |
| 30 | Stati Uniti (bandiera) | A     | Ken Wilburn     | 1944 | 198  | 88   |
| 32 | Stati Uniti (bandiera) | GA    | Larry Jones     | 1942 | 188  | 82   |
| 34 | Stati Uniti (bandiera) | A     | Walt Piatkowski | 1945 | 203  | 100  |
| 40 | Stati Uniti (bandiera) | AC    | Byron Beck      | 1945 | 206  | 102  |
| 42 | Stati Uniti (bandiera) | G     | Lonnie Wright   | 1944 | 188  | 93   |
| 44 | Stati Uniti (bandiera) | GA    | Willie Rogers   | 1945 | 191  | 84   |
| 50 | Stati Uniti (bandiera) | A     | Charley Parks   | 1946 | 196  | 95   |
| 52 | Stati Uniti (bandiera) | C     | Larry Bunce     | 1945 | 213  | 109  |
| 54 | Stati Uniti (bandiera) | AC    | Wayne Hightower | 1940 | 203  | 87   |

## Staff tecnico
- Allenatore: Bob Bass